# 바티노프 마스크

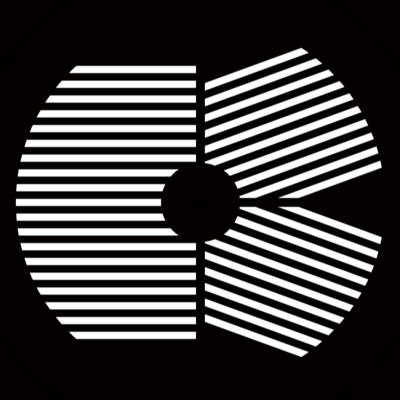
바티노프 마스크의 예

굴절 광학계를 위한 바티노프 마스크의 작동, 180° 회전하면 패턴의 방향이 반대로 됨을 보여준다.

바티노프 마스크(러시아어: Маска Бахтинова, 영어: Bahtinov mask)는 소형의 천체 망원경의 초점을 정확하게 맞추는 데 사용되는 장치이다. 마스크가 초점을 맞추는 보조 도구로 사용된 것은 오래되었지만 바티노프 마스크의 독특한 패턴은 러시아 아마추어 천체 사진가 파벨 바티노프(Павел Бахтинов)에 의하여 2005년에 고안되었다. 천체 사진술을 수행할 때 망원경과 천체 사진의 초점을 정확하게 맞추는 것이 매우 중요하다.
마스크는 망원경이 밝은 별을 가리키고 있을 때 망원경의 대물렌즈 앞(또는 조리개 앞)에 배치된다.
바티노프 마스크는 3개의 이격된 그리드로 구성되는데, 밝은 이미지 요소 각각에 대해 망원경 기기의 초점면에서 3개의 굴절된 회절 피크를 생성하도록 배치되어 있다. 기기의 초점이 바뀌면 가운데 스파이크가 별의 한쪽에서 다른 쪽으로 움직이는 것처럼 보인다. 실제로는 세 개의 스파이크가 모두 움직이는데 중앙의 스파이크는 "X"자 형상을 이루는 두 개의 스파이크와 반대 방향으로 움직인다. 가운데 스파이크가 다른 두 스파이크 사이의 중앙에 있을 때 최적의 초점이 달성된다.
최적의 상태로부터의 작은 초점 편차를 쉽게 볼 수 있다. 천체 사진의 경우 디지털 이미지를 소프트웨어로 분석하여 픽셀 이하의 정밀도까지 스파이크 정렬을 찾을 수 있다.
스파이크의 이러한 편차의 방향은 초점 보정이 이루어져야 하는 방향을 나타낸다. 마스크를 180° 회전하면 스파이크의 이동 방향이 바뀌므로 일관된 방향으로 망원경에 배치하면 사용하기가 더 쉽다. 정확한 초점을 맞춘 후에는 마스크를 제거해야 한다.
이 마스크는 광학 시스템의 조리개 (일반적으로 대물렌즈 자체의 원형 모양)를 비대칭이며 주기적인 조리개로 대체하여 작동한다. 점 광원(예: 별)을 보게 되면, 기기의 초점 평면에 조리개 모양에 대한 프라운호퍼 회절 변환에 해당하는 회절 패턴이 생성된다. 이 패턴은 일반적으로 원형의 개구로 인하여 에어리 디스크이지만 바티노프 마스크를 위치하면 회절 패턴은 마스크 패턴의 공간 주파수 및 방향 변환에 대응하는 비대칭 스파이크로 나타난다. 매우 밝은 별과 매우 어두운 하늘은 대조가 높아 명확하게 보이는 스파이크의 생성을 위하여 필요하다. 이 회절 효과는 일반 카메라 렌즈로 풍경 사진에서 태양별(sunstar) 패턴을 생성하는 것과 유사한데, 여기서는 렌즈의 기계적 조리개가 조정되어 각진 모서리가 있는 작은 다각형 모양으로 된다.
아래 예에서 중앙 패턴은 좋은 초점을 보여준다. 왼쪽 및 오른쪽 이미지에서 중앙 스파이크는 중앙 위치에서 눈에 띄게 벗어나 있다.

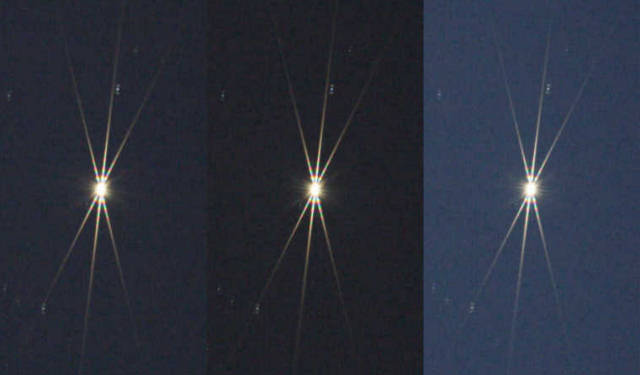
Example diffraction patterns produced by a Bahtinov mask (middle: in focus, left and right: slightly out of focus)
Simulation of the Bahtinov mask diffraction pattern, using "Maskulator".  Each frame shows a focus difference of 140.6 μm.

## 같이 보기
- 캐리 마스크
- 하트만 마스크
- 론치 격자